# Wheatley (Portal)
Wheatley är en rollfigur i datorspelet Portal 2, med röst från den engelske komikern Stephen Merchant. Han är en personlighetskärna (personality core), en artificiell intelligens i ett ögonliknande klot. I början av spelet är han följeslagare till spelfiguren Chell. Wheatley kommer tillbaka i Portal 2 och uppväcker Chell, och råkar sedan aktivera Datorn GLaDOS, som försöker döda Wheatley och sätter Chell tillbaka i testkamrarna.